# Colachel
Colachel es una ciudad y municipio situada en el distrito de Kanyakumari en el estado de Tamil Nadu (India). Se encuentra a 74 km de Tirunelveli. 

## Demografía
Según el censo de 2011 su población era de 23 227 habitantes, de los cuales 11 767 eran hombres y 11 460 mujeres. Colachel tiene una tasa media de alfabetización del 90,94%, superior a la media estatal del 80,09%: la alfabetización masculina es del 91,62%, y la alfabetización femenina del 90,24%.